# IPTraf
IPTraf ist ein konsolenbasiertes Netzwerk-Statistikprogramm für Linux. Es sammelt unter anderem Informationen über TCP-Verbindungen und zählt Pakete und Bytes, stellt Schnittstellen-Statistiken und Indikatoren für Aktivitäten zur Verfügung und kann zum Erkennen von TCP/UDP-Verkehrsunterbrechungen verwendet werden. Das Programm arbeitet mit dem eingebauten Raw Socket Interface des Linux-Kernels und unterstützt dadurch eine große Anzahl von Netzwerkkarten und Hardware.

## Funktionsumfang
Das Programm kann mit TCP-Flag-Information umgehen, ICMP-Details und OSPF-Pakettypen anzeigen.
Es liefert allgemeine und detaillierte Schnittstellen-Statistiken von IP, TCP, UDP, ICMP, Non-IP- und anderen IP-Paket-Zählungen. Außerdem gibt es IP-Checksum-Fehler, Schnittstellen-Aktivitäten und Paket-Parameter aus.

### Unterstützte Protokolle
- ARP
- IP
- ICMP
- IGMP
- IGP
- IGRP
- OSPF
- RARP
- TCP
- UDP

Non-IP-Pakete werden als Non-IP gekennzeichnet und in Ethernet-LANs wird die zugehörige MAC-Adresse angegeben.